# Porte de Bagnolet (stanice metra v Paříži)

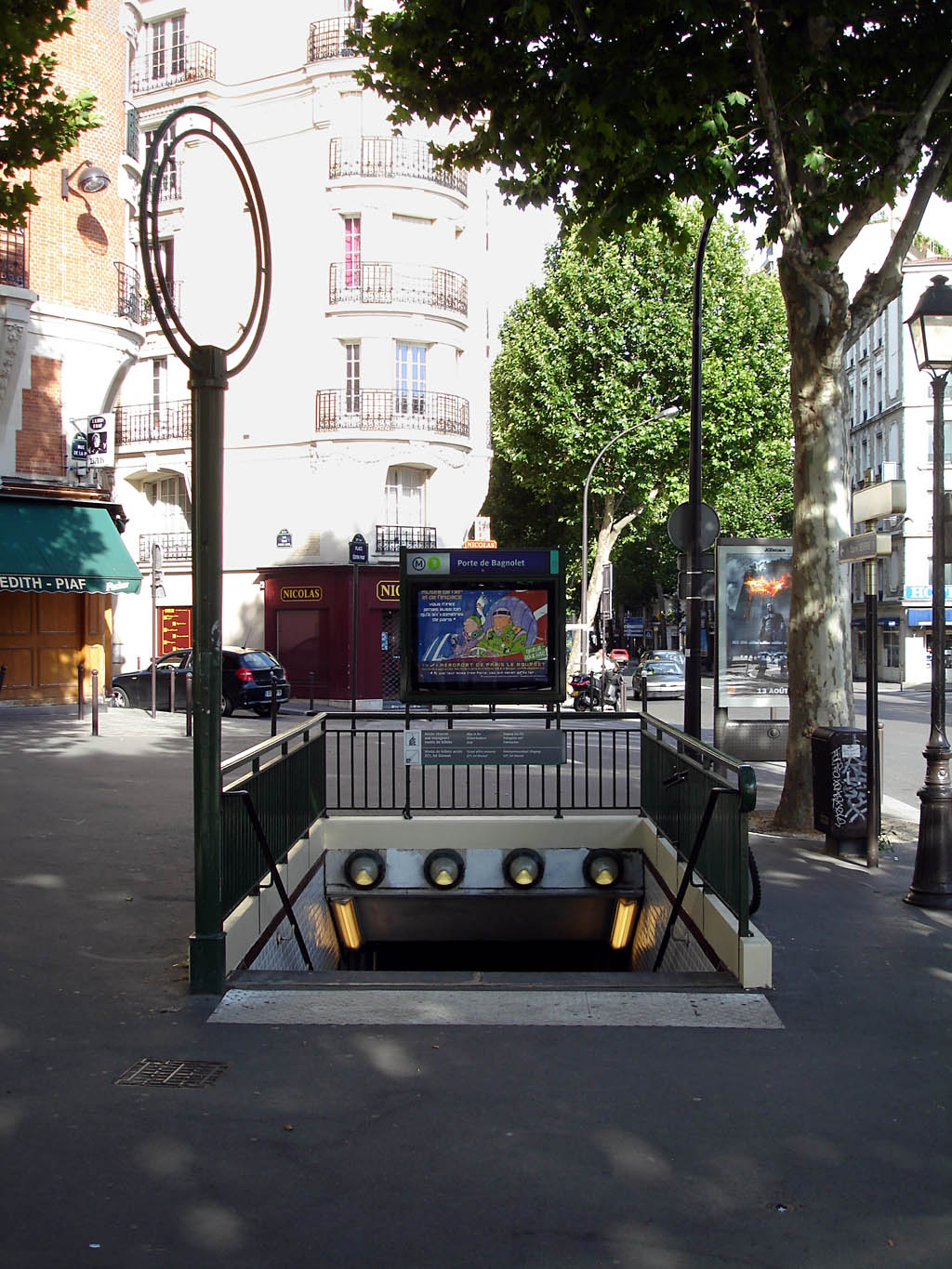
Vstup do stanice

Porte de Bagnolet je nepřestupní stanice pařížského metra na lince 3 ve 20. obvodu v Paříži.

## Historie
Stanice byla otevřena 27. března 1971 při prodloužení linky 3 ze stanice Gambetta do stanice Gallieni. V roce 2005 byla stanice částečně za nepřerušeného provozu renovována.

## Název
Stanice byla pojmenována po jedné z pařížských bran, přes kterou vedla cesta do města Bagnolet východně od Paříže.

## Vstupy
Vchod do stanice se nachází na severní straně rue Belgrand. Tento vstup slouží i jako východ a jsou zde prodejní automaty a informační přepážka. Celkem má stanice pět východů:
- boulevard Mortier
- boulevard Davout
- place Édith Piaf
- rue Belgrand
- rue de la Py